# Козьмогородское
Козьмогоро́дское — деревня в Мезенском районе Архангельской области. Административный центр Зареченского сельского поселения.

## География
Деревня расположена в северной части Архангельской области, на расстоянии примерно 47 км (по прямой) к юго-востоку от города Мезень, административного центра района.
Часовой пояс
Деревня Козьмогородское как и вся Архангельская область, находится в часовой зоне МСК (московское время). Смещение применяемого времени относительно UTC составляет +3:00.

## Население
| 2002 | 2010 | 2012 |
| ---- | ---- | ---- |
| 130  | ↘98  | ↗130 |

Национальный состав
Согласно результатам переписи 2002 года, в национальной структуре населения русские составляли 100 % из 132 чел.